# Károlyi Mór
Károlyi Mór, született Zuckermann Móric (Szentes, 1865. március 1. – 1945. május) nemzetközi hírű fogorvos, a róla elnevezett elmélet (Károlyi-effektus) megalapozója.

## Életpályája
Zuckermann Kálmán és Sonnenfeld Mária fia. Családi nevét 1883-ban változtatta Károlyira. Orvosi diplomáját a budapesti egyetemen szerezte 1889-ben. 1890-től 1938-ig Bécsben működött: rövid ideig mint tanársegéd az egyetemi fogászati intézetben, majd mint magánorvos dolgozott. 1938-ban hazatelepült Szentesre. 1944-ben deportálták; a theresienstadt-i (terezíni) gyűjtőtábor felszabadításának napjaiban hunyt el.

## A Károlyi-effektus
Az ő nevéhez fűződik az elmélet, amely a fogágy-megbetegedéseket a túlterhelésre vezeti vissza. Károlyi javasolta a túlterhelt fogak becsiszolását és az éjszaka viselendő tehermentesítő készüléket.